# Dale Frail

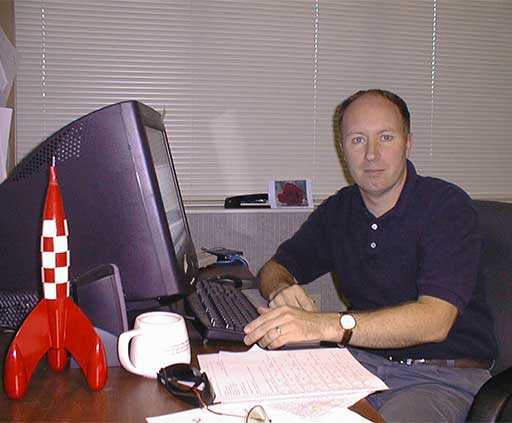
Dale Frail

Dale Andrew Frail (* 1961) ist ein kanadischer Radioastronom.
Frail arbeitet für das National Radio Astronomy Observatory (NRAO) in Socorro, New Mexico. Er erhielt seinen Ph.D. von der University of Toronto 1989. Neben seiner Suche nach planetaren Körpern außerhalb des Sonnensystems studiert er ebenfalls Gammablitze.
Anfang des Jahres 1992 während er für NRAO arbeitete, gab er zusammen mit dem polnischen Astronomen Aleksander Wolszczan die Entdeckung von zwei Planeten und einem möglichen dritten um den Pulsar PSR B1257+12 bekannt. Ihre Entdeckung wurde Mitte 1992 bestätigt. Die Entdeckung ist deshalb bemerkenswert, da es sich nicht nur um die ersten Pulsar-Planeten handelte, sondern auch um die ersten Exoplaneten überhaupt.

## Referenzen
- A. Wolszczan und D. A. Frail: A planetary system around the millisecond pulsar PSR 1257+12. In: Nature. Band 355, Nr. 6356, S. 145–147, 9. Januar 1992.
- A. Wolszczan: Confirmation of Earth-mass planets orbiting the millisecond pulsar PSR B1257+12. In: Science. Band 264, Nr. 5158, S. 538–542, 22. April 1994.
- M. Konacki und A. Wolszczan: Masses and Orbital Inclinations of Planets in the PSR B1257+12 System. In: Astrophysical Journal. Band 591, Nr. 2, S. L147–L150, 2003. bibcode:2003ApJ...591L.147K